# Isil (antic municipi)
|  | Aquest article és sobre l'antic municipi d'aquest nom. Per al poble, vegeu Isil. |

|  | Per a altres significats, vegeu «Isil (desambiguació)». |

| \| ← \| 1812 — 1970 \| → \|                   |                                      |   |
| Escut d'armes                                 |                                      |   |
| Isil dins d'Alt Àneu                          |                                      |   |
| Període històric                              | Edat contemporània                   |   |
| • Creació del municipi (Constitució de Cadis) | 1812                                 |   |
| • 1847                                        | Incorporació d'Alós d'Isil i d'Àrreu |   |
| • Annexió a Alt Àneu                          | 1970                                 |   |
| Altitud                                       | 1.265,8 m                            |   |
| Superfície                                    |                                      |   |
| • 1970                                        | 131,69 km2                           |   |
| • 2010                                        | 131,69 km2                           |   |
| Població                                      |                                      |   |
| • 2010                                        | 46                                   |   |
| Densitat                                      | 0,3/km²                              |   |
| ←                                             | 1812 — 1970                          | → |

Isil, anomenat Gil durant molts anys, era un municipi de la comarca del Pallars Sobirà que va ser incorporat el 1970 al nou terme, creat en aquell moment, d'Alt Àneu, juntament amb els termes de Son, Sorpe, València d'Àneu i la Mancomunitat dels Quatre Pobles.
El municipi fou creat el 1812 a partir de les disposicions de la Constitució de Cadis i es mantingué independent fins a la seva incorporació a Alt Àneu. Ara bé, el 1847 s'hi van incorporar els ajuntaments d'Alós d'Isil i d'Àrreu.
Aquest antic municipi està constituït en Entitat Municipal Descentralitzada (EMD), dins del municipi d'Alt Àneu, des del 1971, just després de la seva incorporació al terme d'Alt Àneu.

## Geografia
L'antic municipi de Isil tenia una extensió de 131,69 km². Dels 217,76 que té ara el municipi complet, aquest antic municipi era el més gran dels que s'integraren en el terme actual d'Alt Àneu.

### Perímetre de l'antic terme
Els límits de l'antic municipi d'Isil són actualment desapareguts només al sud, on limitava amb Sorpe, mentre que s'han mantingut com a límits del nou municipi d'Alt Àneu a la resta de costats. Al nord limita amb la regió occitana d'administració francesa de Comenge, al parçan de Coserans (departament de l'Arieja), i al nord-oest i oest, amb la comarca occitana d'administració catalana de la Vall d'Aran.
Comença aquesta descripció a l'extrem nord de l'antic terme, que continua essent l'extrem nord del municipi actual: el Mont-roig, on es troben els termes municipals catalans d'Alt Àneu (antic terme d'Isil), la Guingueta d'Àneu (antic terme d'Unarre) i Lladorre, juntament amb el terme comunal occità de Conflens, al parçan de Coserans.

#### Límit ambLladorre
L'antic terme d'Isil, i l'actual d'Alt Aran, es troben amb el terme de Lladorre en un sol punt, que és el cim mateix del Mont-roig.

#### Límit ambUnarre(arala Guingueta d'Àneu)
Des del Mont-roig, el termenal amb Unarre segueix la direcció sud-oest, d'una manera bastant recta. Passa per la Collada de Mont-roig a 2.546,9 metres d'altitud, segueix la Serra de Pilàs, al mig de la qual troba el Coll de la Cornella (2.482,4), mentre va fent petites girades per tal de seguit la carena principal d'aquesta serra, molt llarga. Passa per l'Estanyardo (2.625,4), després del qual s'adreça al Pic de Pilàs (2.652,3), passat el qual comença cap al sud-sud-oest la Serra dels Curols. la segueix tota per la carena, fins a arribar al Pic de Sarredo (2.448,7) i al Cap dels Curols (2.417,6), entre els quals el termenal fa un breu tram cap a l'oest. Torna a agafar la direcció sud-oest, passant pel Coll de Cerbi (2.174), i arriba al Cap de la Travessa, de 2.203,3 metres d'altitud, on es trobaven els termes d'Isil, Sorpe (ara tots dos dins d'Alt Àneu) i Unarre (ara, la Guingueta d'Àneu).

#### Límit ambSorpe(araAlt Àneu)
Comença aquesta descripció en el Cap de la Travessa (2.203,3 metres d'altitud), a l'extrem sud-est del terme, on es trobaven els termes municipals d'Isil, Sorpe i Unarre, ara del terme de la Guingueta d'Àneu. Des del Cap de la Travessa el termenal amb Sorpe marcava un arc cap a ponent, inflexionat cap al nord, que arribava al Tossal de la Llosa (1.965 m. alt.). En aquest lloc la línia de terme deixava la carena per baixar, per un contrafort cap a ponent, cap al fons de la vall de la Noguera Pallaresa, deixant la Devesa al nord. Arribava a la llera del riu uns 250 metres al nord de Borén i uns 500 al sud-est d'Àrreu. Ja a la dreta de la Noguera Pallaresa, s'enfilava per una careneta cap a l'oest-sud-oest, deixant al nord-oest l'Escaleta de l'Obaga, els Prats de la Mata i lo Pinetar, fins a assolir l'extrem de llevant de la serra de les Roies, al nord de la Solana de Sorpe.
Tot seguit, torcia cap al nord per de seguida tornar cap a ponent, passant pel Clotinyós i el Clot de l'Alba, per tal d'adreçar-se cap al Pic del Muntanyó (2.453,9). Segueix la carena que separa les valls de la Noguera Pallaresa i del Riu de la Bonaigua, passant pel Cap de Comials (2.440,8), fins que torna a girar cap al nord-oest. Aleshores s'adreça a lo Tuc (2.202,2) i el Coll de l'Estany Pudo (2.337,3). En aquest lloc forma un arc convex cap al nord per anar a cercar el Tuc de la Cigalera (2.496,7), on gira cap al nord; passa per la Collada del Muntanyó (2.428,7), passa a ponent del Cap del Muntanyó d'Àrreu, i emprèn per la carena que, cap al nord-oest, duu al Tuc dera Lança (2.658,7) i a l'Escòrnacrabes (2.613), on es troben els termenals de Sorpe, Isil i Tredòs (ara, Naut Aran. Com es pot observar, alguns d'aquests topònims són ja occitans.

#### Límit amb l'antic municipi deTredòs(araNaut Aran,Vall d'Aran)
Des de l'Escòrnacrabes, el límit amb Tredòs, ara amb Naut Aran, trenca cap al nord-oest, en direcció al Cap de Vaquèira, de 2.469,6 metres d'altitud, des d'on continua cap al nord-est, per anar a buscar l'extrem nord-oest de l'Estany de Baix de Baciber, on gira cap a llevant fins a l'extrem de ponent de l'estany més occidental dels dos Estanys de Dalt de Baciver; segueix cap al nord-est per la vora d'aquest estany, i s'enfila pel costat oest de les Pales de Beciber fins al Pas de la Ferradura (2.576.8). En aquell punt, el termenal torç cap al sud-est, deixant al nord el Circ dera Herradura, cap al Pic de Marinanya (2.679,3). Continua cap a llevant, cap al Pic de Rosari de Beciber (2.617,3), al sud del Lac Gelat de Rosari. Des d'aquest darrer pic, el termenal arriba a l'extrem de llevant de la carena d'aquest pic, i gira en angle recte cap al nord.
Obrint-se progressivament cap al nord-oest, la línia de terme passa pel costat de llevant dels Estanhons de Naut de Marimanha, que queden en terres araneses, fins que arriben al paratge de Marimanya, on arriba al Riu de Marimanya, que es converteix en termenal un bon tros. Amb el riu, es decanta cap al nord-est, que va fent girades amb la direcció nord com a guia, fins que aquest riu s'aboca en la Noguera Pallaresa al Pont de Marimanya. Des d'aquest lloc, segueix cap al nord seguint el curs del Riu Fred, fins al Bosc de Comagireta. Ja a la part alta d'aquest riu, travessa el Clot dera Gireta i s'enfila cap a la carena que tanca pel nord el paratge, on, en un estanyol situat a 2.487,7 metres d'altitud es troben els antics termes municipals de Tredòs (Naut Aran) i Isil (Alt Àneu), i el comunal de Coflens, pertanyent al parçan de Coserans.

### Demografia
L'antiguitat del poblament a Isil i pobles del seu antic territori és palesa des del segle ix. El 839 les parròquies d'Isil i d'Alós consten a l'Acta de consagració de la Catedral d'Urgell, i el 860 els tres llocs (els anteriors més Àrreu) s'esmenten dins del Pagus Anabiensis. En el cens del 1857 Alins apareix amb 824 habitants i 147 cèdules personals inscrites, repartides de la manera següent: Alós, 304 habitants i 54 cèdules; Arréu, 75 i 13, i Isil, 445 i 80.
| 1497 f | 1515 f | 1553 f | 1717 | 1787 | 1857 | 1877 | 1887 | 1900 | 1910 |
| ------ | ------ | ------ | ---- | ---- | ---- | ---- | ---- | ---- | ---- |
| -      | -      | 15     | 357  | 523  | -    | -    | -    | 530  | -    |

| 1920 | 1930 | 1940 | 1950 | 1960 | 1970 | 1981 | 1990 | 1992 | 1994 |
| ---- | ---- | ---- | ---- | ---- | ---- | ---- | ---- | ---- | ---- |
| -    | 483  | 355  | 302  | 313  | 156  | 86   | -    | -    | -    |

| 1996 | 1998 | 2000 | 2002 | 2004 | 2006 | 2008 | 2010 | 2012 | 2014 |
| ---- | ---- | ---- | ---- | ---- | ---- | ---- | ---- | ---- | ---- |
| -    | -    | 128  | 132  | 122  | 126  | 117  | 114  | -    | -    |

## Entitat municipal descentralitzada

Escut de l'EMD de Sorpe

L'Entitat Municipal Descentralitzada de Sorpe va ser creada el 1971 en haver-se agregat el seu antic municipi al nou d'Alt Àneu. Durant la dictadura del General Franco i els anys immediatament posteriors, fou una entidad local menor o pedania, regida per un alcalde pedani. Més tard, va ser suprimida el 1992, i es va tornar a crear el 23 de febrer del 1999 per Decret de la Conselleria de Governació de la Generalitat de Catalunya, després d'un Edicte de l'Ajuntament d'Alt Àneu de 3 de març del 1998.
Com està previst en la legislació municipal vigent en l'actualitat, els pobles constituïts en Entitat Municipal Descentralitzada (EMD) elegeixen, alhora que l'alcalde i regidors del seu municipi, un president d'EMD. En el cas d'Àreu, aquesta figura ha estat coberta fins ara per:
- Etapa 1979 - 1992:
  - Francesc Sastrada i Nat (1979 - 1987)
  - Joan Riu i Costansa (1987 - 1992)
- Etapa 1999 - actualitat:
  - Josep Antoni Manresa i Abad (1999 - 2003)
  - Josep Maria Costansa i Abadia (2003 - 2007)
  - Montserrat Barado i Riu (2007 - 2011)
  - Maria Àngels Barado i Riu (2011 - actualitat)

## Economia
Les activitats econòmiques tradicionals d'Isil estaven relacionades amb l'explotació de la generosa natura de la seva vall: bestiar oví i boví a les pastures, agricultura d'autoconsum en els fons de les valls, i explotació del bosc. Modernament s'hi ha afegit el turisme, tot i que de forma moderada.

## Comunicacions
L'antic terme d'Isil està enllaçat amb l'exterior per carretera únicament a través de la C-147, que surt d'Esterri d'Àneu per menar a Isavarre, Borén, Àrreu, Isil i Alós d'Isil, on acaba. Des d'Alós d'Isil continua per una pista forestal, la major part de l'any transitable, que remunta la Noguera Pallaresa fins a prop del naixement del riu, passa pel Montgarri, travessa el Pla de Beret, arriba a Beret, baixa cap a Vaquèira, on enllaça amb la C-28, ja dins de la Vall d'Aran.